# Botanická zahrada na Smíchově
Botanická zahrada na Smíchově je dnes již neexistující botanická zahrada na Smíchově, na jejímž místě se nyní nacházejí Dienzenhoferovy sady a ulice V Botanice. Na sever od ní stála Slavatovská zahrada.

## Historie
Roku 1595 získali zahradu Michnové z Vacínova.

### Jezuité
Od Michnů zahradu získali jezuité, pro které stavitel Kilián Ignác Dientzenhofer vybudoval roku 1735 krásný barokní pavilon, řádový dispenzář. Stavba sloužila jako útočiště v době morových epidemií, kdy se neprodyšně uzavíraly pražské brány.

### Botanická zahrada
Jezuité drželi zahradu do roku 1773, dva roky poté ji pod vlivem osvícenského zájmu o přírodu císařovna Marie Terezie dala přeměnit na botanickou zahradu. Prvním ředitelem byl Josef Bohumír Mikan. Roku 1835 byla rozšířena i o sousední zahradu Štefskou a zaujímala tak rozlohu 3,5 hektarů, kterou před tím  vlastnili Kounicové.  V polovině 19. století zahradu vedl prof. Vincenc František Kosteletzký a byla údajně považována za nejlepší botanickou zahradu severně od Alp. Měla exteriéry, 9 skleníků a obsahovala asi 13 tisíc druhů a odrůd rostlin. Po povodni 2. a 3. září 1890 a také v souvislosti s rozvojem a industrializací Smíchova univerzita přemístila zahradu pod Slupskou stráň na Nové Město. Botanická zahrada Univerzity Karlovy ji tak nahradila.

### Novodobá historie
Následně zde ještě stál Dienzenhoferův jezuitský dispenzář, ale i ten byl stržen v roce 1930 v souvislosti se stavbou Jiráskova mostu.

## Současnost
Dnešní Dienzenhoferovy sady vznikly roku 1929 úpravou zbytku zahrady v souvislosti s navážkami pro navigaci vltavského nábřeží a budováním předmostí Jiráskova mostu. Zahrada se podle vzácných rostlin někdy nazývala Botanická a zaujímala rozsáhlou plochu mezi dnešními ulicemi V Botanice, Preslovou a Matoušovou (počítáme-li k ní i roku 1835 připojenou zahradu Štefskou neboli Kounickou).